# デュッラキウムの戦い (1081年)
デュッラキウムの戦い（デュッラキウムのたたかい）は、1081年10月18日にアレクシオス1世コムネノス率いる東ローマ帝国軍とロベルト・イル・グイスカルド率いるノルマン軍との間で発生した戦闘である。戦いは現在のアルバニアに位置するデュッラキウム付近にあったビザンツ帝国の砦付近で行われ、ノルマン軍の勝利で幕を閉じた。
長きに渡ってビザンツ帝国は南イタリア沿岸部などを領有・統治していた。しかし、999年よりノルマン人が南イタリアで活動し始め、ビザンツ領への侵攻を開始した。そして1071年にはビザンツ帝国のイタリア半島における最後の拠点バーリがノルマン人に攻め落とされた。バーリの陥落によりビザンツ帝国はイタリア半島の支配権を喪失し、代わりにノルマン人が南イタリアを完全に征服した。南イタリアを制圧したノルマン人はその後も征服活動を続け、バルカン半島に攻め入る勢いだった。ビザンツ領への更なる侵攻を食い止めるべく、当時のビザンツ皇帝ミカエル7世ドゥーカスは自身の息子とノルマン人の首領ロベルト・イル・グイスカルドの娘を婚約させ、ノルマン人の懐柔に努めた。しかしミカエル7世は帝国内の諸問題に耐えきれずに皇位を降りざるを得なくなり、1078年3月、ビザンツ皇帝の座から退位してしまった。ミカエルの退位により、彼の息子との婚約も破棄されることとなった。これによりロベルトが計画していたビザンツ帝国との関係強化政策は水泡に帰した。そしてロベルトはミカエル7世の退位をノルマン人への挑発行為と認識し、ビザンツ帝国への報復遠征を決意。1081年にビザンツ帝国に侵攻を開始した。バルカン半島へ遠征途中、ノルマン艦隊がビザンツ帝国と同盟関係にあったヴェネツィア共和国の艦隊に敗北し壊滅するという事件が発生したものの、ロベルトはものともせず遠征を継続し、ビザンツ帝国の重要都市デュッラキウムの包囲戦を開始した。その後ノルマン軍は、デュッラキウム救援のためにやってきたビザンツ軍と対峙し、9月18日、時の皇帝アレクシオス1世コムネノス率いるビザンツ帝国軍とデュッラキウム近郊で決戦した。戦闘序盤、ビザンツ軍右翼部隊はノルマン軍右翼部隊を圧倒して一時ノルマン軍を敗走させることに成功した。勢いに乗ったビザンツ軍傘下の強力な傭兵部隊ヴァリャーグは敗走するノルマン軍右翼部隊を追撃したが、この判断のせいでビザンツ軍は悲惨な結末を迎えることとなった。ノルマン軍を追撃しすぎたせいで、ビザンツ軍の戦列は伸び切り、分断されてしまっていた。それを見たノルマン騎士はビザンツ軍の中央部隊を猛攻撃し、ビザンツ軍中央部隊は耐えきれずに敗走した。それに続くように、ビザンツ軍の他の部隊も敗走した。
ビザンツ軍を打ち破ったロベルトは1082年2月、ドゥラスを獲得し、そのまま内陸部へと侵攻した。そしてテッサリア・マケドニアといった内陸地域の大半を手中に収めることに成功した。しかしながら、ロベルトの同盟者である教皇グレゴリウス7世が神聖ローマ皇帝ハインリヒ4世に攻められているという知らせを受け、急遽ローマまで教皇の救援に行かざるを得なくなったロベルトは、占領したてのギリシア地方に息子のボエモンを据え置いて自身はイタリアに撤退した。ボエモンは最初はよく奮戦し、数々の戦いでビザンツ軍を破り続けていたが、1083年、ラリサの戦いでアレクシオスに敗れ、イタリアへの撤退を強いられることとなった。そしてボエモンは、父ロベルトが獲得したギリシャ・バルカン半島の領域を全て放棄し、イタリアに逃げ帰った。ビザンツ帝国はノルマン人に奪われていた領地を回復し、これにより国力が大幅に復活したという。

## 背景
戦いが起こる70年程前より、南イタリアにはノルマン人が入植し始めていた。彼らは南イタリアのランゴバルド人封建領主に傭兵として仕え、当時ランゴバルド系領主らと対立していたビザンツ帝国と対峙した。ビザンツ帝国と戦うランゴバルド人らを支援したノルマン人は、彼らから領地を与えられ、次第に教皇勢力と対立するようになった。1054年にはチヴィターテの戦いでローマ教皇側の軍勢を撃破し、教皇に対してノルマン人の権威を認めさせた1059年には、教皇はノルマン人の有力者であるロベルト・イル・グイスカルドをプーリア・カラブリア・シチリアの公爵に任命した。しかしその頃、プーリア地方・カラブリア地方の大半はビザンツ帝国の支配下にあり、シチリア島はサラセン人の支配下にあった。
それから約10年間、ロベルトは兄弟のルッジェーロと共にビザンツ帝国と戦い続け、1071年にはビザンツ帝国最後の拠点バーリを攻め落とした。その翌年、彼らはシチリア島を征服し、ムスリム政権のシチリア首長国によるシチリア統治を終わらせた。1074年、当時のビザンツ皇帝ミカエル7世ドゥーカスがロベルトに対して使節を派遣し、ミカエルの息子コンスタンティンとロベルトの娘ヘレナの結婚を提案した。ロベルトはこの提案を受け入れ、娘のヘレナをビザンツ帝国の帝都コンスタンティノープルに送った。しかし、1078年、ミカエル7世がビザンツ将軍ニケフォロス・ボタネイアテスにより廃位されてしまい、コンスタンティンとヘレナの結婚も消滅し、婚姻関係に基づくビザンツ帝位獲得というロベルトの野望も潰えてしまった。ミカエル7世の廃位の報を受けたロベルトは、娘のヘレナが帝国から「婚約の一方的な破棄」という残虐な仕打ちを受けたと主張し、それに対抗すべくビザンツ帝国への侵攻を開始した。しかし、同時期にイタリア半島でノルマン人に対する反乱が勃発したため、ビザンツ帝国遠征は一時取り止められた。
ロベルトは戦闘に参加できる年齢の男を皆徴兵して自軍に編入し、ビザンツ帝国へ派遣した。一方その頃、ロベルトはビザンツ帝国の宮廷に使者を派遣し、ヘレナを大切に扱うよう要求すると共に、ビザンツ帝国軍司令長官アレクシオスの調略を試みた 。この試みは結局どうなったのかはよく分かっていないが、ロベルトの使者はアレクシオスの魅力に惹かれたと伝わっている。そしてその使者がイタリアに帰還した頃にアレクシオスはボタネイアテス帝に対しクーデターを敢行し、アレクシオスはアレクシオス1世コムネノスとしてビザンツ皇帝の座に就いた。
イタリアに帰還した使者は、ロベルトに対してビザンツ帝国と休戦するよう主張し、アレクシオス帝はロベルトと友好関係を築き上げたいと考えているのだと伝えた。しかし、ロベルトはもはやビザンツ帝国との和平など毛頭考えていなかった。ロベルトは息子のボエモンに先遣部隊を与えてビザンツ帝国に向けて進軍させた。ボエモンはギリシャ地方のヴロラに上陸し、ロベルトはボエモン軍の後をゆっくりと進軍した。

## 序章
ロベルトのビザンツ帝国遠征に参加したノルマン軍は60隻の軍馬輸送船を含む150隻の艦隊から構成されていた。これらの艦隊には1,300人のノルマン人騎士を含む15,000人の軍勢が乗り込んでいたとされ、1081年5月の暮れにビザンツ帝国に向けて出航した。そしてノルマン艦隊はビザンツ帝国沿岸部のアヴローンに上陸した。この際、ビザンツ帝国の対立していたバルカン半島沿岸部の独立国:ラグサ共和国の艦隊がノルマン軍に参加したという。
その後すぐ、ロベルトはアヴローンからコルフ島に向けて進軍した。島の守備隊は非常に小規模であったことから、ロベルトは容易くコルフ島を占領した。ビザンツ遠征における橋頭堡を獲得しイタリア半島からの支援経路を確保したロベルトは、イリュリア地方の首都・港町である デュッラキウムに向けて進軍を開始した。デュッラキウムはよく守られた都市であった。デュッラキウムは海岸線に平行に伸びた半島に存在し、その半島と内陸部の間には湿地帯が広がっており、天然の要害となっていた。ロベルトは自軍をその半島に進軍させ、城壁の外で宿営した。しかしロベルトがデュッラキウムに進軍させていた艦隊の一部が嵐に巻き込まれ沈没した。
その頃、アレクシオス帝はノルマン軍がビザンツ帝国内陸部への侵攻を目論んでいるとの知らせを受け、ヴェネツィア共和国のドージェであるドミニコ・セルヴォに対し使者を派遣し、商業的権利と引き換えに戦争支援を要請した。一方のヴェネツィア共和国も、ノルマン人がオトラント海峡（アドリア海の出口部分）をさ制圧することを恐れていたためこの要請を受け入れ、ドージェはヴェネツィア艦隊を派遣した。このヴェネツィア艦隊はボエモン率いるノルマン艦隊を夜更けに急襲した。ノルマン軍は頑強にヴェネツィア艦隊に対して反撃したが、彼らは海戦の経験が浅かったため功を成さず、ヴェネツィア艦隊に敗退した。ヴェネツィア艦隊は豊富な海戦経験をもとに、「海の港」 と呼ばれる陣形を構築してノルマン艦隊に接近戦を仕掛けた。またこの際、ヴェネツィア艦隊はグリーク・ファイヤーと呼ばれる焼夷性の高い爆弾のような武器をノルマン艦隊に投げ込むことで、ノルマン艦隊の戦列を打破したという。ノルマン艦隊を打ち破ったヴェネツィア艦隊はその後、デュッラキウムの港に入港した。

## デュッラキウム包囲戦

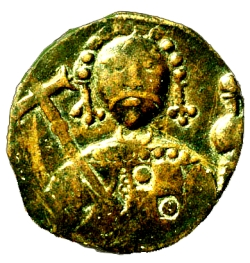
ロベルトが鋳造したコイン

ロベルトは上述の海戦での敗北をものともせず、デュッラキウム攻城戦を開始した。デュッラキウムの防衛に当たり、ビザンツ帝国軍は経験豊富なゲオルギオス・パレオロゴスが指揮した。ゲオルギオスはアレクシオス帝からデュッラキウム防衛のために派遣された将軍であり、どんな犠牲を払ってでもこの都市を守り抜き、アレクシオス帝が軍を率いてデュッラキウム救援にやってくるまで戦い抜くよう命じられていた。
その頃、ビザンツ艦隊の一団がデュッラキウム近海に現れ、ヴェネツィア艦隊と共に再びノルマン艦隊に攻撃を仕掛けた。ノルマン艦隊はこの戦いでも敗北した。デュッラキウムの守備隊は、カタパルト・バリスタ・攻城塔によるロベルトの猛攻を夏の間中ずっと耐え抜いた。また守備隊は何度も城壁から打って出て、都市を包囲するノルマン軍に反撃を繰り返していた。この戦いは非常に激しいものであったとされ、城壁から打って出たゲオルギオス将軍は、頭蓋骨に鏃が刺さったまま丸一日中戦い続けたこともあったとされる程であった。そしてビザンツ守備隊はロベルト軍の攻城塔を破壊することに成功した。
デュッラキウムを包囲するロベルトの宿営では病気が蔓延していたという。当時の歴史家アンナ・コムネナによると、500人の騎士を含む10,000人がロベルトの陣営で亡くなったという。そんな状況にもかかわらずノルマン軍は攻城兵器でデュッラキウムを攻め続け、攻城兵器による猛攻の影響をもろに受けたデュッラキウム守備隊は、士気が徐々に下がっていったという。この頃、アレクシオス帝は軍を率いてテッサロニキに滞在しており、デュッラキウム守備隊の士気が低下しているとの知らせを受けるや否や、全軍をもってしてノルマン軍に向けて進軍を開始した。アンナ・コムネナによると、アレクシオス帝は20,000人の軍勢を率いていたとされる。現代の歴史家ジョン・ハルドンによれば、アレクシオス帝の率いていた軍勢は18,000人〜20,000人の規模であったとされ、同じく現代の歴史家ジョン・ビルケンマイヤー（John Birkenmeier）の推定によると、この時の皇帝が率いていたビザンツ軍は20,000人〜25,000人の規模であったとされている。そんなアレクシオス1世が率いていた帝国軍は、
- トラキア・マケドニア（英語版）地方から招集された皇帝直属部隊: 約5,000人
- エクスクビトレス（英語版）（近衛隊）やベスティアリタイ（英語版）といった精鋭部隊: 約1,000人
- マニ教信奉者の軍団: 約2,800人
- テッサリア人騎兵・バルカン徴収兵・アルメニア人歩兵とその他の軽装兵

からなるビザンツ帝国軍と、
- テュルク系騎兵: 約2,000人
- フランク人傭兵: 約1,000人
- ヴァリャーグ: 約1,000人
- ルーム・セルジューク朝からの援軍: 約7,000人

からなる非ビザンツ系の部隊で構成されていた。またアレクシオス帝はこの際、小アジアの都市ヘラクレア・ポンティカやその他の諸都市から、その地に駐屯していた皇帝直属部隊（タグマ）を引き抜きノルマン軍との戦争に参加させた。それゆえ、帝国の小アジア地域は事実上、一時的にトルコ人の支配下に置かれたという。

## 決戦

### 序章

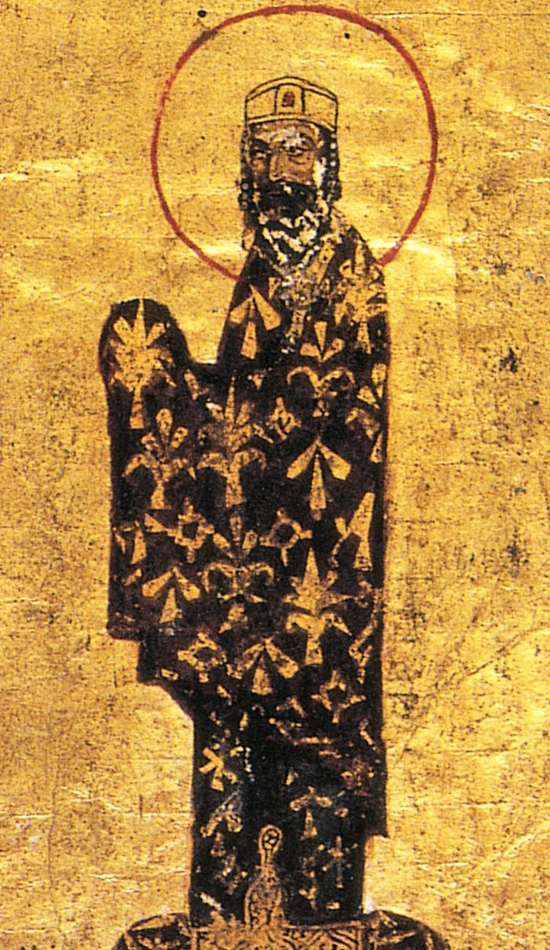
アレクシオス帝を描いた写本

テッサロニキから進軍したアレクシオス帝は、10月15日、デュッラキウム近郊のCharzanes川周辺に到着し宿営を設置した。アレクシオスはその地で軍議を開き、デュッラキウム市街から秘密裏に抜け出したゲオルギオス将軍も交えた高級指揮官たちから意見を集めた。ゲオルギオス将軍を含むビザンツ軍指揮官の大半は耐久戦を主張した。しかし、アレクシオス帝は早急に攻撃を仕掛けるよう主張し、デュッラキウム城壁を包囲するノルマン軍の背後から急襲を仕掛けようと試みた。アレクシオスは自軍を城壁の反対側にある丘陵地帯に移動させ、翌日にノルマン軍に奇襲を仕掛ける計画を立てていた。
一方ロベルトは、10月17日の夜、自身の斥候からの報告でビザンツ軍が秘密裏にノルマン軍の背後に迫っていることを知り、急遽配下の軍勢を本土の方へと移動させた。ノルマン軍が移動したことを受け、アレクシオスは計画変更を迫られた。皇帝は自軍を３つの部隊に編成し直し、ビザンツ軍左翼部隊をグレゴリウス・パクリアノス将軍に、ビザンツ軍右翼部隊をニケフォロス・メリセノス将軍に任せ、自身は中翼部隊を指揮した。ロベルトもビザンツ軍に対峙させる形で自軍の戦列を整え、ジョヴィナッツォ伯に右翼部隊を、ボエモンに左翼部隊を指揮させ、自身は中翼部隊を指揮し、アレクシオス帝と睨み合った。
ビザンツ軍は傘下の強力な傭兵部隊であるヴァリャーグを最前線に隊列を組ませて前進させ、その後ろには強力な弓兵部隊を配置した。そして弓兵はヴァリャーグ部隊の前に繰り返し走り出て、ノルマン軍に対して一斉射撃を行った後にヴァリャーグ部隊の後ろに引き下がる、という戦術を両軍が全面衝突するまで何度も繰り返した。
ノルマン・ビザンツ両軍が接近した際、ロベルトは中翼部隊に属する騎兵部隊を唐突に突撃させた。この突然の攻撃をもってヴァリャーグ部隊を混乱させようと試みたのだ。しかしヴァリャーグ部隊の後ろに控える弓兵によってノルマン軍の騎馬隊は追い返され、この作戦は失敗に終わった。次に、ノルマン軍右翼部隊はビザンツ軍左翼と中翼部隊の間に目掛けて前進し、ヴァリャーグ部隊左側面に向けて攻撃を開始した。ヴァリャーグ部隊はノルマン軍の攻撃を持ち堪え、同時にビザンツ軍の左翼部隊とアレクシオス帝直属の精鋭部隊がヴァリャーグ部隊と交戦するノルマン右翼部隊を攻撃した。そしてこのノルマン右翼部隊は隊列が崩壊し、浜辺に向かって敗走した。

### ビザンツ軍の壊滅

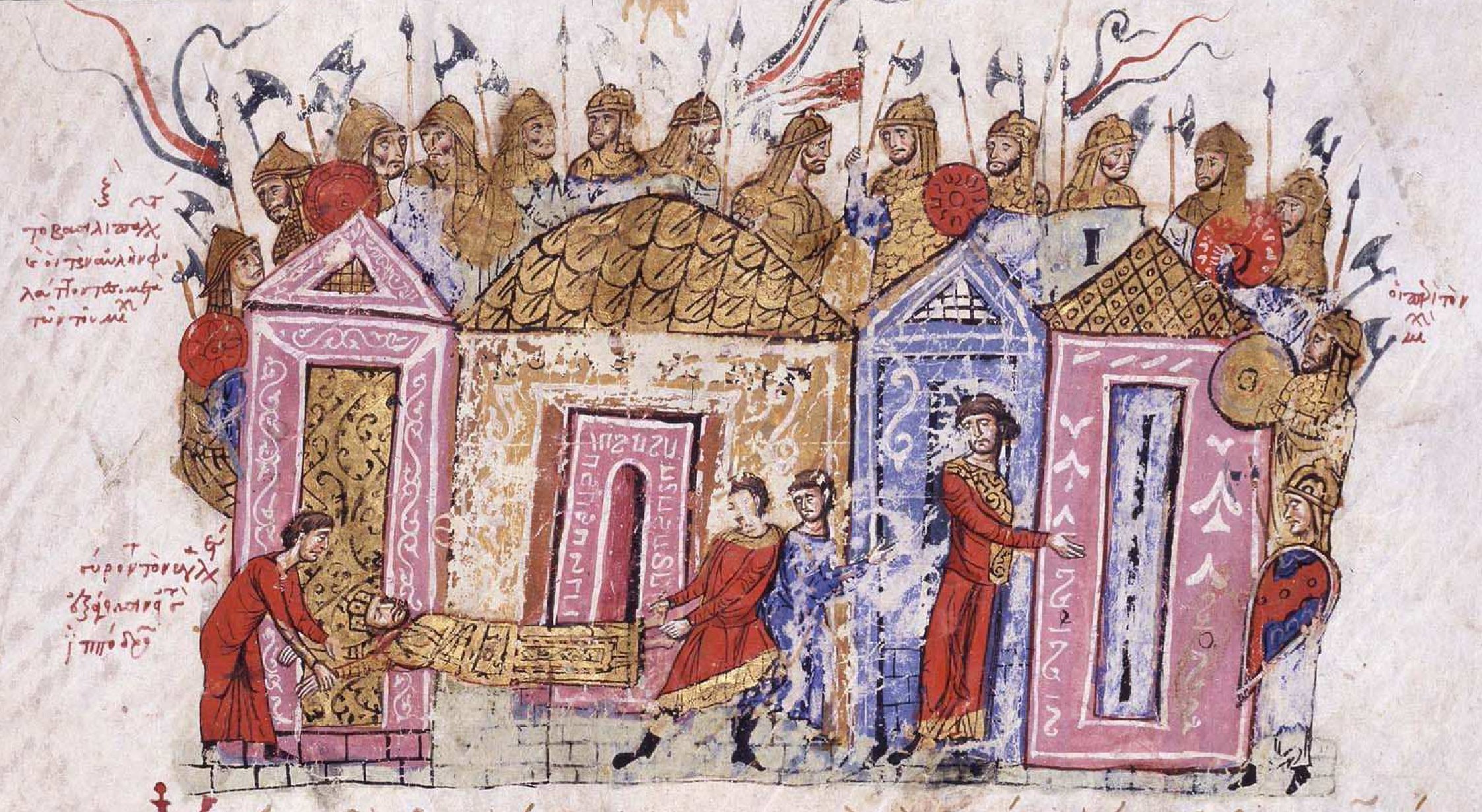
ヴァリャーグ親衛隊

ノルマン軍右翼部隊が潰走する中、ビザンツ軍は対峙する残りのノルマン軍部隊に対して散開攻撃を繰り広げた。一方のノルマン軍は、右翼部隊が潰走したために背後から攻撃を仕掛けられる可能性が高まり、非常に危険な状態に陥った。しかしこの時、ヴァリャーグ部隊は敗走するノルマン右翼部隊の追撃に集中し、ビザンツ軍本隊から離れてしまった。ヴァリャーグ部隊の離脱を見逃さなかったロベルトは、槍部隊とクロスボウ部隊にヴァリャーグ部隊を追撃させた。ノルマン右翼部隊に対する追撃を継続したことでヴァリャーグ部隊は疲弊し切っており、ロベルトが派遣した新手の部隊からの攻撃に耐えることができず、部隊の多くが戦死した。生き残った少数のヴァリャーグは近くの教会に逃げ込んだが、ノルマン軍はその教会を丸ごと焼きはらうことで彼らを殲滅した。
形勢が逆転しビザンツ軍が劣勢に追い込まれている状況を確認したゲオルギス将軍は、デュッラキウム城砦から打って出てノルマン軍と交戦したものの、ビザンツ軍の劣勢を覆すことはできなかった。またビザンツ帝国と同盟を結んでいたセルビアの君主コンスタンティン・ボディンは戦いの経過を傍観していたが、ビザンツ軍が劣勢となり撤退し始めたのを見るや否や、セルビア軍を率いて撤退した。またルーム・セルジューク朝の支配者スライマーン・イブン・クタルミシュが派遣していたトルコ騎兵援軍部隊も、コンスタンティンの撤退に続いて戦場から退散した。
ビザンツ軍の左翼部隊はいまだにノルマン右翼部隊を追撃していたため、ビザンツ軍中翼部隊は無防備な状態となり、それらを率いていたアレクシオス帝もノルマン軍の攻撃にさらされた。ロベルトは精強な重装騎兵をビザンツ中翼部隊に突撃させた。ビザンツ軍の散兵部隊はノルマン騎兵の突撃に撃破されて散り散りに追いやられ、ノルマン軍はビザンツ軍の戦列のあちこちに突撃を敢行した。結果、ビザンツ軍の戦列は崩壊し、次々に敗走をかました。ビザンツ軍の宿営は無防備な状態で放棄されていたためにノルマン軍に接収された。
アレクシオス帝と親衛隊は出来る限りの抵抗を繰り広げたが、抵抗も虚しく撤退に追い込まれた。アレクシオス帝は撤退の際に親衛隊と逸れ、ノルマン戦士の攻撃に晒され額に傷を負い、多数の出血を伴う怪我を負ったとされる。しかし数々の攻撃を交わしたアレクシオス帝はなんとか逃げ延び、オフリドで帝国軍を再結集した。

## 戦後
この戦闘はアレクシオス帝の大敗となった。歴史家のジョナサン・ハリスによれば、「デュッラキウムでの敗北は、マラズギルトの戦いでの敗北に匹敵するほどの大敗であった」とされる。デュッラキウムでビザンツ軍は5,000人もの戦死者を出し、ヴァリャーグ親衛隊に至ってはほぼ壊滅したとされる。対するノルマン軍の戦死者の規模は明らかになっていないが、歴史家ジョン・ハルドンは「ノルマン軍は戦闘で両翼部隊が壊滅し潰走していることから、相当数の死傷者を出したはずだ」としている。また軍事歴史家リチャード・ホームズはこの戦いにおいて、『ランスを脇に抱えて敵陣に突撃するという新しい騎士戦術が、戦闘に於いて勝利を導く有用な戦法であることが証明された 』と言及している。
ゲオルギオス将軍はその後デュッラキウム市街に再入城することはできなかった。彼は自軍の大半を残して都市から撤退した。城砦の防衛はヴェネツィア共和国から派遣された援軍に委ねられ、都市自身はアルバノン公国から動員された宮中伯に任された。
1082年2月、デュッラキウムはヴェネツィア市民、またはアマルフィ市民によって城門が開放され、ノルマン軍の手中に落ちた。ノルマン軍はその後、大した抵抗を受けることなく北ギリシャ地方を占領した。しかしロベルトがカストリア滞在中、母国イタリアのプーリャ・カラブリア・カンパニアにて反乱が勃発したという知らせを受けた。また神聖ローマ皇帝ハインリヒ4世がローマを包囲し、ノルマン人の同盟者であるローマ教皇グレゴリウス7世に攻撃を仕掛けているとの報告も受けた。アレクシオス帝がハインリヒ帝と同盟し、金貨360,000枚と引き換えに軍事的支援を要求していたのだ。ロベルトは息子のボエモンをギリシアに残して、自身は反乱鎮圧や教皇救出を図ってイタリアに帰還した。
アレクシオス帝は教会の全財産を収公し、それを軍資金に充ててテッサロニキから軍勢を徴兵した。そしてその軍勢を率いてボエモン軍と対決したが、アルタ地方・ヨアニア地方でノルマン軍に2度撃破され、対するボエモンはマケドニア地方とテッサリア地方を守り抜いた。そしてボエモンはこの勢いでラリサへ進軍した。アレクシオス帝はセルジューク朝からの約7000の援軍と共に再び帝国軍を結集させ、ラリサでノルマン軍と衝突した。そしてビザンツ軍はノルマン軍を撃破した。士気を挫かれた上に報酬も得られなかったノルマン軍は沿岸部へと撤退し、そのままイタリアに帰還した。アレクシオス帝はヴェネツィア商人たちにコンスタンティノープルにおける商業活動を承認し、貿易関税をも免除した。ヴェネツィア共和国はそれに応え、デュッラキウムとケルキラ島をノルマン軍から奪還し、ビザンツ帝国に返還した。これらの一連の勝利により、ビザンツ帝国は戦争前の現状を維持することに成功し、ビザンツ帝国の権威回復に繋がったという。

### 一次資料
- Anna Comnena (translated by E. R. A. Sewter). The Alexiad. London: Penguin Books, 1996, ISBN 0-14-044215-4.

### 二次資料
- Birkenmeier, John W. (2002). The Development of the Komnenian Army: 1081–1180. Boston, Massachusetts: Brill. ISBN 90-04-11710-5
- Brown, Reginald Allen (1984). The Normans. Woodridge: Boydell Press. ISBN 0-85115-199-X
- Cross, Robin (1991). The Guinness Encyclopedia of Warfare. Enfield: Guinness Publishing. ISBN 0-85112-985-4
- D'Amato, Raffaele; Rava, Giuseppe (2010). The Varangian Guard 988–1453. Long Island City, New York and Oxford, United Kingdom: Osprey Publishing. ISBN 978-1-84908-179-5
- France, John (1999). Western Warfare in the Age of the Crusades: 1000–1300. Ithaca, New York: Cornell University Press. ISBN 0-8014-3671-0
- Gravett, Christopher; Nicolle, David (2006). The Normans: Warrior Knights and their Castles. Oxford, United Kingdom: Osprey Publishing. ISBN 1-84603-088-9
- Haldon, John F. (2001). The Byzantine Wars: Battles and Campaigns of the Byzantine Era. Stroud, Gloucestershire: Tempus Publishing. ISBN 0-7524-1795-9
- Harris, Jonathan (2003). Byzantium and the Crusades. London, United Kingdom: Hambledon and London. ISBN 1-85285-298-4
- Holmes, Richard (1988). The World Atlas of Warfare: Military Innovations that Changed the Course of History. Viking Studio Books. ISBN 0-670-81967-0
- Hooper, Nicholas; Bennett, Matthew (1996). The Cambridge Illustrated Atlas of Warfare: The Middle Ages, 768–1487. Cambridge, United Kingdom: Cambridge University Press. ISBN 0-521-44049-1
- Norwich, John Julius (1995). Byzantium: The Decline and Fall. London, United Kingdom: Viking. ISBN 0-670-82377-5
- Treadgold, Warren T. (1997). A History of the Byzantine State and Society. Stanford, California: Stanford University Press. ISBN 0-804-72630-2
- Vranousi, Era A. (1962) (ギリシア語). "Κομισκόρτης ο έξ Αρβάνων": Σχόλια εις Χωρίον της Άννης Κομνηνής (Δ' 8,4). Ioannina: Εταιρείας Ηπειρωτικών Μελετών

座標: 北緯41度18分 東経19度30分 / 北緯41.3度 東経19.5度